# Abetone Cutigliano
Abetone Cutigliano è un comune italiano sparso di 1 821 abitanti nella provincia di Pistoia in Toscana. La sede comunale è situata nella frazione di Cutigliano.

## Geografia fisica

### Territorio
- Classificazione sismica: zona 2 (sismicità media), Ordinanza PCM 3274 del 20/03/2003

### Clima
Classificazione climatica: zona E, 2901 GG
- Diffusività atmosferica: bassa, Ibimet CNR 2002

## Storia
È stato istituito il 1º gennaio 2017 dalla fusione dei comuni di Abetone e Cutigliano.

Stemma Comunale

### Simboli
Lo stemma e il gonfalone municipale sono stati concessi con decreto del presidente della Repubblica del 27 gennaio 2020.
Il nuovo stemma riunisce i simboli dei precedenti comuni di Abetone e Cutigliano. Il gonfalone è un drappo partito d'azzurro e di giallo.

## Monumenti e luoghi d'interesse

### Architetture religiose
- Chiesa di San Leopoldo ad Abetone
- Chiesa di San Bartolomeo a Cutigliano
- Chiesa della Madonna di Piazza a Cutigliano
- Chiesa di San Giovanni Crisostomo a Melo
- Chiesa dei Santi Maria e Cirillo a Pian degli Ontani
- Chiesa di San Policarpo a Pianosinatico
- Chiesa di San Rocco a Rivoreta

### Aree naturali
- Riserva naturale Abetone
- Riserva naturale Campolino

## Società

### Evoluzione demografica
Abitanti censiti

### Etnie e minoranze straniere
Al 31 dicembre 2019 gli stranieri residenti nel comune di Abetone Cutigliano in totale sono 125, pari al 6,14% della popolazione.
Le nazionalità maggiormente rappresentate sono:
| Pos. | Cittadinanza | Popolazione |
| ---- | ------------ | ----------- |
| 1    | Romania      | 66          |
| 2    | Pakistan     | 6           |
| 3    | Senegal      | 5           |
| 4    | Marocco      | 5           |
| 5    | Polonia      | 5           |
| 6    | Albania      | 5           |

## Cultura

### Cucina
- Patata bianca del Melo, prodotto tipico del territorio

## Geografia antropica
Il comune ha due centri principali: il capoluogo, Cutigliano (678 m s.l.m., 399 abitanti), e Abetone(1388 m s.l.m., 167 abitanti), che costituisce anche un municipio che si estende sull'ex territorio dell'ex comune omonimo.

### Frazioni
Lo statuto comunale elenca come frazioni:
- Bicchiere (1125 m s.l.m., 19 abitanti)[7]
- Boscolungo
- Casa Mastro Carlo
- Casotti-Ponte Sestaione (585 m s.l.m., 152 abitanti)[7]
- Cecchetto (1210 m s.l.m., 23 abitanti)[7], poche case immerse nella secolare foresta del Boscolungo.
- Doganaccia (1475 m s.l.m., 4 abitanti)[7]
- Faidello (1210 m s.l.m., 70 abitanti)[7], posto alla base della pista Pulicchio, è diviso a metà con il comune di Fiumalbo, in Emilia-Romagna. La località posta in comune di Abetone Cutigliano è nota con il toponimo Serretto.
- Fontana Vaccaia (1253 m s.l.m., 38 abitanti)[7]
- La Consuma
- Le Regine (1250 m s.l.m., 143 abitanti)[7], da qui parte una delle seggiovie dirette alla cima della Selletta (1720 m s.l.m.).
- Melo (1007 m s.l.m., 54 abitanti)[7]
- Pianaccio
- Pian degli Ontani (856 m s.l.m., 284 abitanti)[7]
- Pian dei Sisi (877 m s.l.m., 33 abitanti)[7]
- Pian di Novello (1134 m s.l.m., 156 abitanti)[7]
- Pianosinatico (948 m s.l.m., 76 abitanti)[7]
- Ponte alle Lime
- Rivoreta (900 m s.l.m., 34 abitanti)[7]
- Secchia (1236 m s.l.m., 19 abitanti)[7]
- Val di Luce (1600 m s.l.m.), centro sciistico dotato di ristoranti e alberghi a poca distanza dal Monte Gomito.

## Infrastrutture e trasporti

### Strade
Il comune è attraversato dalla strada statale 12 dell'Abetone e del Brennero.

### Impianti a fune
Nel comune è presente una funivia, costruita nel 2003 e avente una portata di 330 persone ad ora, che collega le frazioni di Cutigliano e Doganaccia.

## Amministrazione
| Periodo          | Periodo          | Primo cittadino        | Partito                                     | Carica                    | Note   |
| ---------------- | ---------------- | ---------------------- | ------------------------------------------- | ------------------------- | ------ |
| 1 gennaio 2017   | 11 giugno 2017   | Vittorio De Cristofaro |                                             | Commissario Straordinario | [ 10 ] |
| 11 giugno 2017   | 11 dicembre 2020 | Diego Petrucci         | lista civica: Noi Un'Altra Storia           | Sindaco                   | [ 10 ] |
| 11 dicembre 2020 | 5 maggio 2021    | Alessandro Barachini   | lista civica: Noi Un'Altra Storia           | Vicesindaco reggente      | [ 10 ] |
| 5 maggio 2021    | 14 febbraio 2024 | Marcello Danti         | lista civica Un'altra storia#vivalamontagna | Sindaco                   | [ 10 ] |
| 14 febbraio 2024 | 09 giugno 2024   | Lorenzo Botti          |                                             | Commissario prefettizio   | [ 10 ] |
| 09 giugno 2024   | in carica        | Gabriele Bacci         | lista Civica Vivi Abetone Cutigliano        | Sindaco                   | [ 10 ] |